# Porta Salutaris
Die Porta Salutaris war ein antikes Stadttor der Servianischen Mauer in Rom.
Benannt wurde das Tor nach dem in unmittelbarer Nähe befindlichen Tempel der Salus, der sich auf dem collis Salutaris, einem der Erhebungen des Quirinal, befand. Wahrscheinlich begann bei dem Tor der clivus Salutaris, ein kleiner Weg hinauf zum Tempel, so dass das Tor unmittelbar südwestlich des Tempels, wahrscheinlich am oberen Ende der heutigen Via della Dataria zu lokalisieren ist.